# Les Fileuses
La Légende d'Arachné, populairement connu sous le nom Les Fileuses (las Hilanderas), est le titre d'un tableau peint par Diego Vélasquez vers 1657 qui s'inscrit dans le mouvement baroque. Il est visible au musée du Prado de Madrid.
Les Fileuses, du fait de sa datation incertaine et de la grande difficulté qu’ont éprouvé au fil du temps les historiens et iconographes à y identifier des scènes précises, est resté un tableau relativement méconnu face au succès des Ménines auprès du grand public (qu’il suit pourtant sûrement de très près dans son œuvre). Il n’en reste pas moins que c'est, avec Les Ménines et la Vénus à son miroir, un des tableaux les plus ambitieux et énigmatiques du peintre.

## Historique
La date probable de sa réalisation a été le plus souvent établie entre 1644 et 1656, parfois plus tard (après les Ménines selon Carl Justi et Aureliano de Beruete). La présence du tableau est attestée dans la collection de Don Pedro de Arce, proche du roi Philippe IV, dès 1664, dans une notice d’inventaire perdue trois siècles durant, jusqu’à sa publication par Maria Luisa Caturla en 1948. Le tableau y est inventorié sous le titre « la légende d’Arachné », et avec ses mesures originelles (167 × 250 cm). Il a subi des ajouts importants au XVIIIe siècle, encore présents aujourd’hui, et n’a pu être à nouveau visible dans ses véritables dimensions que très récemment, en 2007, à l’occasion d’une exposition temporaire au musée du Prado, mettant en œuvre un dispositif scénographique spécial. 
Il est aujourd’hui communément admis qu’il représente, du moins à l’arrière-plan, l’épisode mythologique de l’affrontement entre Arachné, brillante tisseuse, et la déesse Pallas (Athéna), blessée dans son orgueil par le talent de la mortelle, au livre VI des Métamorphoses d’Ovide.
Formellement, la liberté de la touche y est frappante (on parle souvent du détail des rayons du rouet qui disparaissent sous l’action du mouvement), et le tableau a ainsi contribué à la forte impression qu’a pu laisser le maître sur les impressionnistes à la fin du XIXe siècle ; Auguste Renoir déclare à sa vue  « Je ne connais rien de plus beau. Il y a là un fond, c’est de l’or et des diamants ! ». Il est néanmoins dangereux de s’arrêter à cette vision, souvent fantasmée, d’une touche absolument libre et avant-gardiste : les œuvres tardives de Vélasquez restent en effet avant tout des pièces tout à fait ancrées dans une culture de grande érudition, comme l’a pressenti Anton Raphael Mengs, de passage en Espagne en 1776, en affirmant à propos des Fileuses que « la main ne semble avoir pris aucune part dans l’exécution, la volonté seule est intervenue dans sa peinture ».
Sa composition a marqué un grand nombre de critiques et d’historiens par l’impressionnante mise en abyme et l’imbrication sémantique qui s’y jouent, et fait du tableau, au même titre que les Ménines, un exemple frappant d’écueil pour la méthode iconographique traditionnelle.

## Interprétations

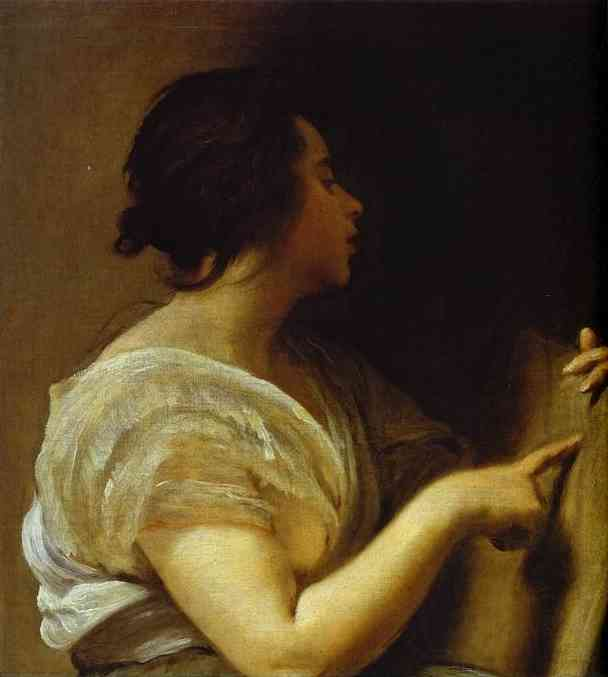
Arachné, v. 1644 Meadows Museum, Dallas.

La première attestation d’existence de l’œuvre, dans l’inventaire de la collection de Don Pedro de Arce de 1664, présente ouvertement le tableau comme illustrant la « leyenda de Aracne ». Cependant, ironie du sort, cette notice est rapidement perdue de vue au XVIIIe siècle  pour n’être redécouverte et publiée qu’en 1948 par l’historienne espagnole Maria Luisa Caturla. Entre-temps, il aura fallu aux historiens et iconographes plus d’un siècle pour esquisser à nouveau l’hypothèse que confirmaient déjà les registres presque contemporains de Vélasquez : en effet, ce n’est qu’avec l'interprétation d’Aby Warburg avancée autour de 1927 qu’émerge à nouveau l’identification des personnages de l’arrière-plan à Pallas et Arachné. 
Le cheminement et la quantité démesurée des interprétations proposées pour les Fileuses montre à quel point le tableau a pu mettre à l’épreuve la pensée iconographique au fil de l’Histoire . Un inventaire global de ces interprétations a été dressé en 2004 par Karin Hellwig pour le bulletin du Musée du Prado, et permet d’analyser à travers leurs orientations respectives le lien qu’elles entretiennent chaque fois avec leur contexte.

### LeXIXesiècle
Les premiers éléments notés par les historiens au début du XIXe siècle concernent la hiérarchie sociale exposée dans le tableau : on décrit ainsi, dans le premier catalogue du Prado en 1828, l’œuvre comme présentant deux niveaux de la société contemporaine, les dames nobles à l’arrière-plan, et les simples femmes, au premier plan. 
Le XIXe siècle  est en effet le siècle propice aux interprétations «socialisantes», marquées par la fascination pour la peinture classique hollandaise et les précurseurs de la scène de genre. C’est d’ailleurs dans le contexte de la mouvance du Réalisme lancé par Gustave Courbet que l’œuvre est décrite pour la première fois, en 1872, comme représentant la «manufacture de tapisseries de Santa Isabel de Madrid», titre qu’elle est alors destinée à porter pendant près d’un siècle. Avec cette interprétation, développée par Pedro de Madrazo sur la base du statut de Maréchal du palais (et donc directeur des manufactures) obtenu par Vélasquez sous Philippe IV, puis reprise et abondamment étayée par Carl Justi et Aureliano Beruete, se précise l’idée, persistante jusqu’aux interprétations modernes, d’une représentation réelle et fidèle d’un atelier de tissage. Justi va même jusqu’à proposer l’hypothèse d’une mise en peinture d’un croquis effectué par le peintre lors d’une visite à la manufacture royale de Santa Isabel, en compagnie de dames de la cour ; quant à Beruete, il défend l’idée d’un véritable « instantané photographique », peint in situ – quintessence du fantasme dix-neuviémiste autour de la peinture de genre, alimenté par l’essor du naturalisme en peinture et sa fascination pour le monde ouvrier. 
Les deux spécialistes sont néanmoins les premiers à proposer une datation précise pour l’œuvre, réalisée selon eux après les Ménines (donc après 1656), à évoquer les ajouts du XVIIIe siècle, et surtout à analyser la mise en abîme déployée par le peintre en présentant  l’œuvre comme un “double tableau”.  
La question du lien entre la scène et l’anoblissement tant attendu de Vélasquez est quant à elle principalement développée par l’interprétation de Gregorio Cruzada Villaamil en 1885, qui souligne l’investissement et la responsabilité du peintre vis-à-vis de la manufacture royale, en tant que directeur des collections du roi.

### LeXXesiècle
C’est avec l’entrée dans le XXe siècle que se profilent les premières interprétations renouant avec l’identification d’une scène mythologique. Deux critiques d’art effectuent alors, indépendamment l’un de l’autre, les premiers rapprochements entre la tapisserie à l’arrière-plan et l’épisode de l’enlèvement d’Europe : Émile Michel, en 1894, puis Charles Ricketts en 1903. Ces deux identifications ne connaissent cependant pas de large diffusion et n’ont que peu d’impact sur la pensée historique pendant plus de vingt ans, l’évocation mythologique n’effectuant son grand retour dans le paysage des interprétations qu’avec  les recherches d'Aby Warburg. 
L’identification de Ricketts devance l’intuition – néanmoins surprenante – d’Émile Michel : l’écrivain anglais reconnaît, le premier, la source indirecte de Vélasquez en le rapprochant de l’Enlèvement d’Europe du Titien. Son interprétation est doublement intéressante car il est également le premier à se pencher sérieusement sur la question des arrière-plans, en analysant l’œuvre de l’arrière vers l’avant, et dégage ainsi l’hypothèse brillante que les deux figures mythologiques confrontées sont sur un plan séparé de la tapisserie, un « espace intermédiaire » volontairement confus, l’espace du fond étant donc lui-même subdivisé en trois plans. Cette analyse sera notamment reprise dans les années 1950 par Charles de Tolnay.

### L'analyse méconnue d'Aby Warburg
Bien que l’analyse majeure de l’œuvre restée à la postérité soit indubitablement celle fournie par Diego Angulo Íñiguez en 1948, la rétrospective dressée par Karin Hellwig a permis la reconsidération d’une analyse bien antérieure et d’une richesse peu comparable à celles proposées jusqu’alors ; Il s’agit d’une note d’Aby Warburg restée enfouie dans le journal de la Bibliothèque Warburg, datée de 1927 et signalant que l’arrière-plan du tableau « représente Pallas et Arachné, et serait ainsi une glorification de l’art textile et non un “Liebermann” [...] ». 

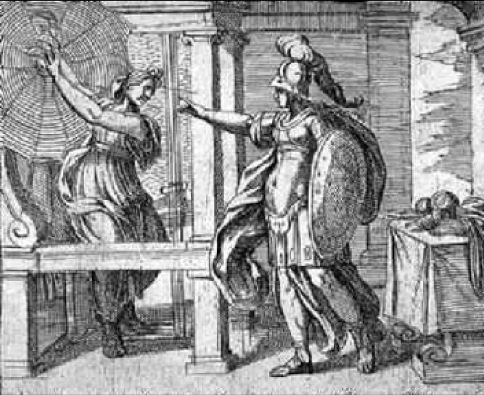
Pallas et Arachné, gravure d'Antonio Tempesta vers 1600.

Karin Hellwig explique le surprenant intérêt du père de l’iconologie pour ce tableau, qu’il ne connaissait qu’à travers des reproductions (et sans jamais s’être réellement intéressé à Velázquez), par le fait qu’il ait été amené dans ses recherches pour le colossal projet du Bilderatlas Mnemosyne à étudier un grand nombre d’illustrations des Métamorphoses. On trouve notamment parmi elles les gravures d’Antonio Tempesta (aux alentours de 1600) dont l’une représente Pallas et Arachné dans une configuration troublante de proximité avec l’arrière-plan des Fileuses, mais symétriquement inversée par le propre de la technique de gravure.
Quoi qu'il en soit, la véritable innovation apportée par Warburg est celle d’une première esquisse de lien entre les « deux tableaux », le premier et le second plan, à travers l’idée d’une « allégorie de l’art du tissage». Cet angle d’analyse reste aujourd’hui un des rares permettant de conserver une cohérence solide entre les deux espaces du tableau ; il est dans les interprétations modernes de plus en plus considéré, attribuant ainsi à Warburg un rôle longtemps insoupçonné.

### Le réveil de l'interprétation mythologique
Le problème de l’intégration du premier plan dans le cadre d’une interprétation mythologique est également résolu par l’hypothèse de José Ortega y Gasset, qui analyse l’œuvre en 1943 au cours de ses recherches sur le Mythe dans la peinture de Vélasquez. Le philosophe espagnol interprète les fileuses de l’atelier comme représentant les Parques, divinités maîtresses du fil de la destinée humaine.

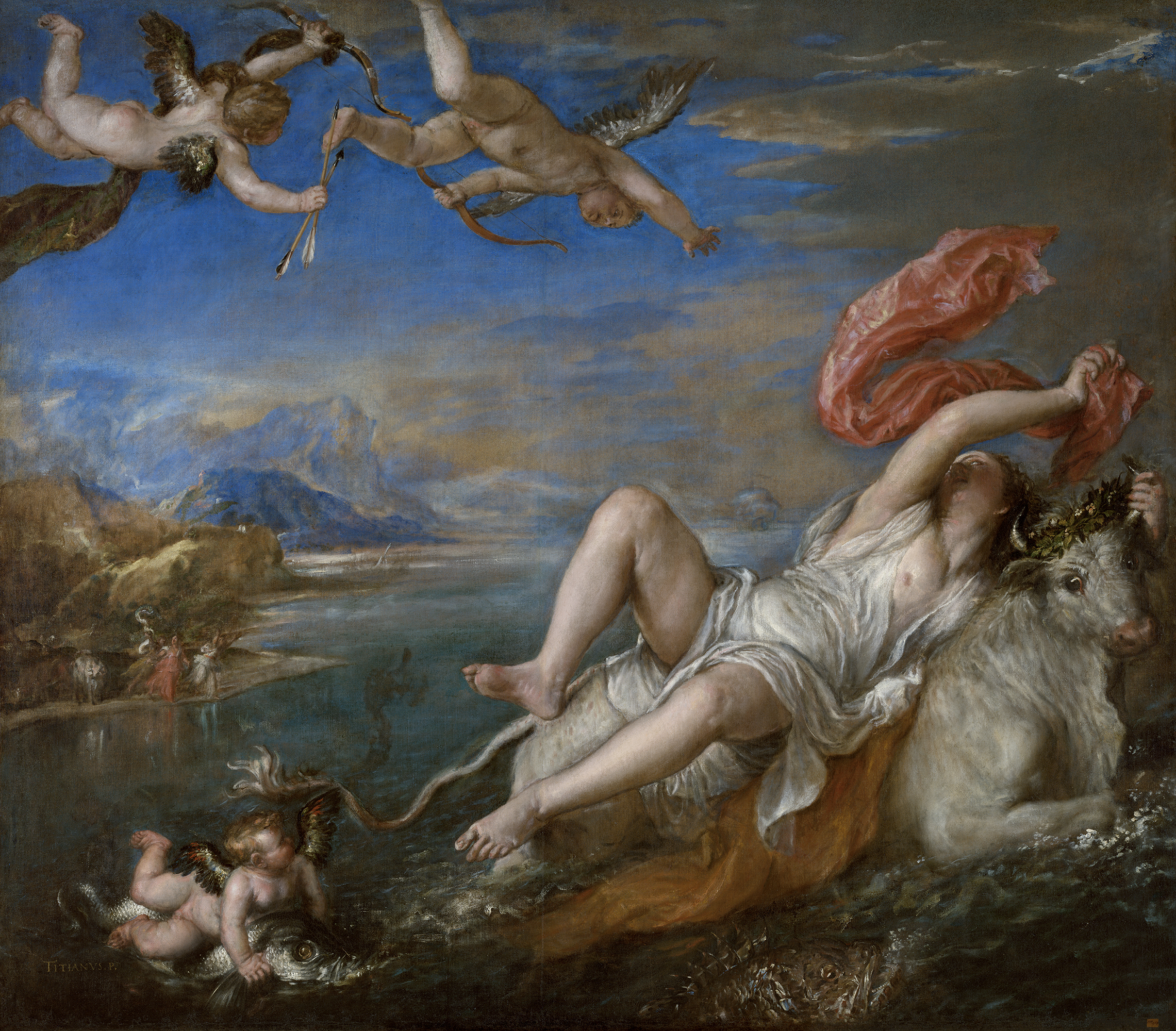
L'Enlèvement d'Europe par le Titien (1559-1562).

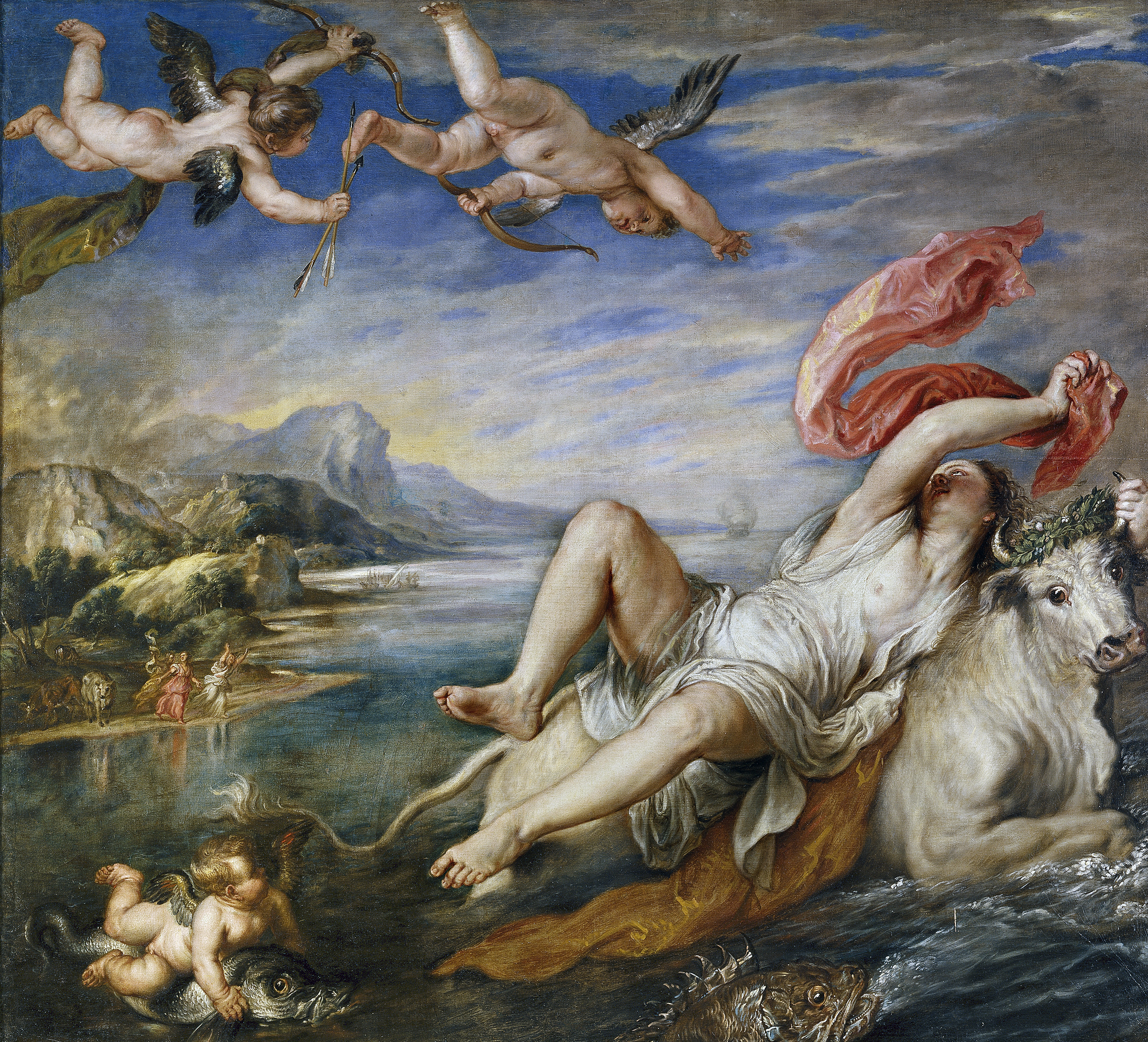
L'Enlèvement d'Europe copié par Rubens en 1628.

L’interprétation la plus célèbre et la plus documentée du XXe siècle, amenée à rester la référence majeure jusqu’à nos jours, reste néanmoins celle de l’historien de l’art Diego Angulo Íñiguez, complétée durant deux ans, de 1947 à 1948. 
L’absence quasi totale de transmission des diverses interprétations esquissées par le passé laisse penser que, comme dans beaucoup de cas, Angulo Íñiguez ne s’appuie sur aucun antécédent lorsqu’il entame ses recherches ; une première analyse de 1947 met en évidence pour la première fois le parallèle — pourtant flagrant — entre les deux figures du premier plan et deux Ignudi de la chapelle Sixtine de Michel-Ange. 
Le rapprochement formel le mène à une première interprétation hasardeuse autour de la question du divin, mettant en relation le geste d’Athéna et la référence michel-angelesque. C’est en 1948, après avoir identifié à son tour la source de l'Enlèvement d’Europe du Titien et fait le rapprochement avec la copie de Rubens conservée au Prado, et sur la base des ouvrages de la bibliothèque du peintre (exhumés en 1925), qu’il élargit son analyse pour réinterpréter la scène comme l’illustration du conflit entre Pallas et Arachné. Lui aussi tente alors une réunification cohérente des deux espaces, en avançant l’hypothèse d’une double représentation narrative située à deux moments du récit ovidien : le concours entre les deux tisseuses, au premier plan, et la déchéance d’Arachné à l’arrière-plan. 
Ainsi, c’est avec Angulo Íñiguez que l’œuvre prend son titre moderne de Les Fileuse, ou la légende d'Arachné (Las Hilanderas o La Fabula de Aracne).

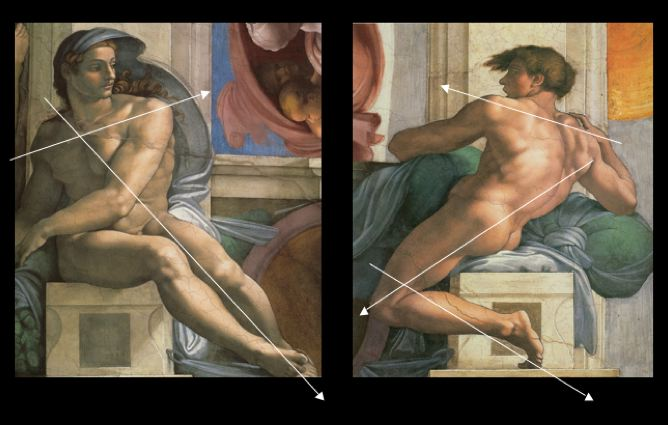
Les deux it de la chapelle Sixtine repris dans les Fileuses

Aucune interprétation particulièrement développée ou innovante n’est à noter depuis les années 1950. La seule véritable nouveauté après Angulo Íñiguez est apportée en 1949 par un article de l'Anglais Charles de Tolnay, qui s’oriente de manière intéressante mais assez extrême vers un regard plus politique, partant de l’interprétation de l’échelle et des marches comme symboles de l’ascension sociale, en lien avec l’opposition des deux espaces entre la plèbe et l’aristocratie. L’interprétation de Tolnay présente cependant une grande richesse, en opérant un élargissement de l'analyse warburgienne du tableau comme allégorie de l’art à travers toutes ses étapes : du filage, nécessaire à la formation du support, à la représentation elle-même. 
Il ouvre ainsi la voie aux études modernes axées sur l’analyse d’un véritable discours du peintre, visant à l’apologie de sa discipline en tant qu’art libéral de premier ordre.
Deux des éléments les moins couramment analysés restent le rideau et l'instrument de musique disposé sur la scène de l’arrière-plan. On a parfois proposé d'élucider ce dernier par la référence à la musique en tant qu’antidote au venin produit par Arachné après sa métamorphose, mais la seule interprétation permettant d’intégrer ces éléments de manière cohérente est certainement celle du lien avec le théâtre, encore peu développé.
Deux interprétations récentes sont parvenues à une lecture strictement ovidienne. 
Pour V. Stoichita , le premier plan représente lui-aussi un épisode des Métamorphoses, celui où les trois Minyades filent la laine en se racontant des histoires. Or une édition très particulière des Métamorphoses - que Vélasquez possédait très probablement - place parmi ces histoires la Fable d'Arachné. Ainsi le tableau serait une transposition picturale de la formule ovidienne du récit dans le récit.
Pour P. Bousquet , les deux plans du tableau renvoient aux deux métiers d'Arachné tels qu'énoncés par le dernier vers Ovide : "elle produit du fil et, devenue araignée, elle s’applique à ses toiles de jadis"  : le premier plan décrit très précisément les métamorphoses successives de la laine dans les opérations techniques de production du fil (laine brute, cardée, en bobine, en écheveau, en pelote) ; le second plan montre quant à lui les métamorphoses d'une histoire  par emboîtements successifs  :  l’Enlèvement d'Europe dans La Fable d'Arachné dans une représentation théâtrale dans la toile de Vélasquez.